# Heterodera
Heterodera é um gênero de nematódeos da família Heteroderidae. Os membros do gênero são parasitas obrigatórios e diferentes espécies atacam diferentes culturas vegetais e frequentemente causam grande prejuízo econômico, sendo considerados um dos fitopatogênicos mais nocivos à agricultura mundial. O gênero é único entre os gêneros de nematódeos por causa da habilidade das fêmeas de se transformar em um cisto marrom duro que protege os ovos que foram formados dentro do corpo dela. Esta habilidade lhe confere a capacidade de sobreviver por anos sob condições ambientais inadequadas e na ausência da hospedeira. O corpo da fêmea com ovos em seu interior se transforma em uma estrutura resistente chamada de cisto ao morrer. Esses ovos em estado de dormência ficam protegidos pelo cisto até receber estímulos da hospedeira e/ou do ambiente que induzam à eclosão dos parasitas em suas formas infectivas. O nome heterodera é uma referência às peles diferentes da fêmea e do cisto. Cerca de 57 espécies do gênero são encontradas nas mais diversas regiões onde podem se desenvolver suas hospedeiras. Acreditava-se que as espécies eram restritas às regiões temperadas da América do Norte e da Europa. Os fatores que limitam a distribuição da espécie são: clima, hospedeiras e adaptabilidade das populações de cada espécie, porém algumas espécies como H. avenae e H. schachtii típicas de clima temperado desenvolveram variantes capazes de se adaptar ao clima tropical. Algumas espécies relatadas no Brasil são H. fici em São Paulo no ano de 1977 em plantas de figo, H. glycines no Cerrado vem sendo associado a perdas em culturas de soja.